# 臺中市大里區益民國民小學
臺中市大里區益民國民小學，簡稱益民國小，於民國79年（1990年）建校，定名為臺中縣大里鄉益民國民小學，以陳世昌為首任校長，並於同年開始招生，但因校舍尚未完工，暫時借用崇光國小校地，至翌年校園工程完成，始正式啟用。民國82年（1993年）11月1日，大里鄉升格為縣轄市後，改稱臺中縣大里市益民國民小學。民國99年（2010年）12月25日，臺中市及臺中縣合併升格為直轄市後，改稱臺中市大里區益民國民小學。現任校長為洪翠芬。

### 書籍
- 《臺灣地名辭書》卷十二《臺中縣》第二冊，第18頁

## 外部連結
- 益民國小 （页面存档备份，存于）